# Ochrona uznaniowa
Ochrona uznaniowa (ang. Discretionary Protection) – według Trusted Computer System Evaluation Criteria poziom kryteriów oznaczony C1. Zapewnia elementarne bezpieczeństwo użytkownikom pracującym w środowisku wieloużytkownikowym i przetwarzającym dane o jednakowym poziomie tajności. Systemy C1 stosują sprzętowe lub programowe mechanizmy identyfikacji i upoważniania użytkowników. System zabezpiecza dane identyfikacyjne i hasła przed niepowołanym dostępem. Identyfikacja użytkowników powinna być wykorzystywana w każdym trybie dostępu do zasobu. Każdy użytkownik ma pełną kontrolę nad obiektami, które stanowią jego własność. Większość systemów unixowych zalicza się do tej klasy.
W odróżnieniu od MAC, użytkownik posiadający określone prawa dostępu do obiektów może nadawać je innym użytkownikom. DAC pozwala użytkownikowi na całkowite ustalenie uprawnień dostępu do własnych zasobów. Istniejące implementacje DAC mogą dodatkowo kontrolować ww. prawa.
Uprawnienia są najczęściej zapisywane w postaci ACL przypisywanych do poszczególnych obiektów.
Podstawowy model bezpieczeństwa w większości systemów operacyjnych. Obiekty użytkownika i procesu domyślnie dziedziczą po nim prawa dostępu.